# ローワー・マカンジー郡区 (ペンシルベニア州リーハイ郡)
ローワー・マカンジー郡区（英: Lower Macungie Township）は、アメリカ合衆国ペンシルベニア州東部のリーハイ郡のタウンシップ（郡区）である。州内のリーハイ・バレー地域にあり、州内で人口第3位のアレンタウン市の郊外地である。2010年の国勢調査での人口は30,633人だった。
ローワー・マカンジーは人口の増加数で州内最速の地域にあり、急速な郊外化が進んでいる。タウンシップ内の急成長している地区としては、エンシャント・オークス、ブランディワイン・ヴィレッジ、ブランディワイン・ヴィレッジ2、ヒルズ・アット・ロック・リッジ、ミルブルック・ファームズ、シェパード・ヒルズがある。タウンシップ内にあるヴィレッジとしては、イースト・テキサス、マインサイト、ヘンシンガーズヴィル（バークス郡にも入っている）、ワイラーズヴィル、ウェスコスヴィルがある。
ローワー・マカンジー・タウンシップの成長は、主要な雇用企業の中心に近いこと、主要な交通回廊に対して戦略的なアクセスが可能なことが影響している。面積は22.6平方マイル (58.5 km2) あり、リーハイ・バレーでは面積で最大級の自治体である。またリーハイ・バレーでも成長速度の高い自治体である。2000年から2010年、人口は60%成長した。
2007年11月、タウンシップの有権者の住民投票でローワー・マカンジーを第1級タウンシップとすることが了承され、2008年から有効となった。

## 歴史
ヨーロッパ人が入って来る以前の、現在ローワー・マカンジー・タウンシップとなっている場所を含む地域は、レニ・レナペ族を自称するインディアンが住んでいた。彼らはここで狩猟を行い、季節によって使う小さな集落を持ち、水流や泉に近い場所で石材の加工所を持っていた。現在のマカンジーやベラクルスの外にあるその石切り場から出る石材は、毛皮と交易され、北アメリカ全体で流通された。
「マカンジー」という名称は、クマの湿地あるいはクマが餌を食む場所という意味のインディアン語だった。ペンシルベニア初期のドイツ人開拓者がレニ・レナペ族インディアンの狩猟場だった土地を取得し、レナペ族の名前を採用した。彼らは藪や森を切り払い、穀物を植え、家畜を育てた。その所有物を連続的に拡大し続けた。生産したものの大半は家族、雇人、徒弟奉公人を養うために使われたが、換金目的で栽培した穀物もあった。最終的にはウィリアム・ペンの相続人である領主たちからフィラデルフィアの土地権利証を購入した。ローデール有機庭園実験農場は1999年にアメリカ合衆国国家歴史登録財に指定された。

## 地理
アメリカ合衆国国勢調査局に拠れば、領域全面積は22.6平方マイル (58.5 km2)である。町内をリトル・リーハイ・クリークとスワビア・クリークがその水源であるバークス郡とリーハイ郡から蛇行して流れている。スワビア・クリークは町内でリトル・リーハイ・クリークに合流し、その後アレンタウンでリーハイ川に注ぐ。サウス山が町内南端の隅を横切っており、アルバーティス・ボロとマカンジー・ボロのすぐ南にある。
ローワー・マカンジーを通る主要南北方向道路は、ペンシルベニア州道100号線、スプリングクリーク道路、ブルックサイド道路、および最も東にあるペンシルベニア州道29号線である。主要東西方向道路はアメリカ国道222号線（町の最北部で州間高速道路78号線/ペンシルベニア州道309号線と交差する）、ローワー・マカンジー道路、および南のマウンテン道路である。

### 隣接する自治体
- アッパー・マカンジー・タウンシップ、北西
- サウス・ホワイトホール・タウンシップ、北
- ソールズベリー・タウンシップ、北東
- エメイアス・ボロ、東
- アッパー・ミルフォード・タウンシップ、南東
- マカンジー・ボロ、南東
- アルバーティス・ボロ（ローワー・マカンジーに囲まれている）
- ヒアフォード・タウンシップ（バークス郡）、南西
- ロングスワンプ・タウンシップ（バークス郡）、南西

## 人口動態
以下は2000年の国勢調査による人口統計データである。
| 基礎データ - 人口: 19,220 人 - 世帯数: 7,158 世帯 - 家族数: 5,611 家族 - 人口密度: 328.8人/km2（851.5 人/mi2） - 住居数: 7,405 軒 - 住居密度: 126.7軒/km2（328.1軒/mi2） 人種別人口構成 - 白人: 93.77% - アフリカン・アメリカン: 0.58% - ネイティブ・アメリカン: 0.11% - アジア人: 4.31% - その他の人種: 0.48% - 混血: 0.74% - ヒスパニック・ラテン系: 1.52% | 年齢別人口構成 - 18歳未満: 25.2% - 18-24歳: 5.3% - 25-44歳: 26.1% - 45-64歳: 29.3% - 65歳以上: 14.2% - 年齢の中央値: 41歳 - 性比（女性100人あたり男性の人口） - 総人口: 95.4 - 18歳以上: 91.7 世帯と家族（対世帯数） - 18歳未満の子供がいる: 34.9% - 結婚・同居している夫婦: 70.2% - 未婚・離婚・死別女性が世帯主: 6.1% - 非家族世帯: 21.6% - 単身世帯: 18.2% - 65歳以上の老人1人暮らし: 7.3% - 平均構成人数 - 世帯: 2.65人 - 家族: 3.03人 | 収入と家計 - 収入の中央値 - 世帯: 69,592米ドル - 家族: 78,695米ドル - 性別 - 男性: 60,325米ドル - 女性: 33,145米ドル - 人口1人あたり収入: 30,202米ドル - 貧困線以下 - 対人口: 2.3% - 対家族数: 1.3% - 18歳未満: 3.1% - 65歳以上: 2.1% |

## 地方政府と政治

### 州と連邦の代表
- 州議会下院は第134選挙区に属している
- 州議会上院は第16選挙区に属している
- アメリカ合衆国下院議員はペンシルベニア州第15選挙区に属している

2015年時点で上記3議席はいずれも共和党議員が占めている。

### 地方政府
ローワー・マカンジー・タウンシップはペンシルベニア州法の下で第1級タウンシップとして統治されており、5人の委員による行政委員会と1人の財務官が管理している。州法に従えば、行政委員会はタウンシップの一般的統治に関与することになる。立法府であり、政策を決め、条例と決議を成文化し、予算と課税法を採択する。2015年時点で5人の委員全員が共和党員である。
財務官の任務は数ある中でも、以前にタウンシップが第2級であった時には税徴収官が担当していた不動産税の徴収が含まれている。住民は2007年の住民投票で政府形態の変更を承認した。タウンシップ・マネジャーは行政委員会が指名する。

## 公共教育
ローワー・マカンジーの公共教育はイーストペン教育学区が管轄しており、教育対象年齢の児童生徒の大半が公立学校に入学している。

## 経済
ローワー・マカンジー・タウンシップには、マック・トラックスの主製造工場があり、2015年1月時点で特殊効果メーカーのスムース・オンもある。